# Eria wildiana
Eria wildiana är en orkidéart som beskrevs av Robert Allen Rolfe och Dorothy Downie. Eria wildiana ingår i släktet Eria och familjen orkidéer.
Artens utbredningsområde är Thailand. Inga underarter finns listade i Catalogue of Life.